# Gurwent
Gurwent van Rennes (ca. 830 - 877) was koning van Bretagne.
Gurwent was schoonzoon van Erispoë die was vermoord door Salomon, die zijn titel als hertog had overgenomen. Samen met zijn neef Pascweten, een kleinzoon van Erispoë, vermoordde hij Salomon in 874. Tezamen grepen ze de macht in Bretagne maar werden twee jaar later alweer afgezet door Alan (de broer van Pascwethen) en Judicaël (zoon van Gurwent).
De ouders van Gurwent zijn niet bekend. De naam van zijn vrouw was mogelijk Mariamne, zij was dochter van Erispoë en Marmohec, en was eerst verloofd geweest met Lodewijk de Stamelaar.